# Базовой, Алексей Никитович
Алексей Никитович (Никитич) Базовой (12 февраля 1914, Сулин, Область Войска Донского — 24 апреля 1990) — советский футболист, защитник, футбольный тренер. Мастер спорта СССР.

## Биография
Воспитанник дворового футбола г. Красный Сулин. С 18-летнего возраста выступал за местную команду «Сталь». С 1934 года играл за ростовский «Буревестник», с которым становился чемпионом города. В 1937 году перешёл в армейскую команду РоДКА, становился победителем первенства города, чемпионата Северо-Кавказского военного округа и бронзовым призёром чемпионата РККА.
С 1938 года выступал за московский ЦДКА. Дебютный матч в классе «А» сыграл 24 июня 1938 года против сталинградского «Трактора». Становился серебряным (1938) и бронзовым (1939) призёром чемпионата СССР. Был одним из сильнейших крайних защитников страны конца 1930-х годов. Всего в высшей лиге сыграл 58 матчей, а также 2 матча в аннулированном сезоне 1941 года.
Во время Великой Отечественной войны служил в отделе агитации и пропаганды фронта. Параллельно продолжал играть в футбол, однако получил травму и на прежний уровень так и не вышел. В первых послевоенных сезонах был капитаном дублирующего состава армейцев.
В 1947 году перешёл на тренерскую работу. Окончил Высшую школу тренеров. В 1950—1951 годах возглавлял свердловский ОДО, приводил команду к победе в Кубке и чемпионате РСФСР среди коллективов физкультуры. В 1952 году входил в тренерский штаб ЦДКА. Затем работал тренером в армейских командах Новосибирска, Серпухова, Рязани и в Группе советских войск в Германии. Вышел в отставку в звании майора.
Был награждён орденом Красной Звезды (21 августа 1953), медалями «За боевые заслуги» (24 июня 1948) и «За победу над Германией в Великой Отечественной войне 1941—1945 гг.» (9 мая 1945).

## Личная жизнь
Брат Виктор (род. 1921) тоже был футболистом, играл за «Металлург» (Красный Сулин).